# Lijst van burgemeesters van Zaamslag
Dit is een lijst van burgemeesters van de voormalige Nederlandse gemeente Zaamslag.

Van 14 februari tot 28 april 1814 viel deze gemeente onder speciaal bestuur, daarna tot 19 september onder de provincie Noord-Brabant en sindsdien onder de provincie Zeeland.

De gemeente ging per 1 april 1970 op in de gemeente Terneuzen.
| Ambtsperiode                        | Naam burgemeester                 | Leven     | Partij of stroming | Bijzonderheden |
| ----------------------------------- | --------------------------------- | --------- | ------------------ | --- |
| 1796 - 1797                         | Hendrik de Zager                  | 1733-1804 |                    | agent municipal, tevens schoolmeester, voorzanger en kloksteller van Zaamslag                                                           |
| 1797                                | Jacobus Houg                      | 1750-1807 |                    | agent municipal |
| 1797 - 1798                         | Adriaan Walraven                  | 1742-1803 |                    | agent municipal |
| 1798 - 1799                         | Jan Huijssen Cz.                  | 1742-1801 |                    | agent municipal |
| 1799 - 1807                         | Jan de Mul                        | 1750-1813 |                    | agent municipal, vanaf 1800 maire |
| 1808 - 1811                         | Pieter Dees                       | 1746-1811 |                    | maire (onzekere levensdata) |
| 1811 - 1816                         | Ferdinandus Dees                  | 1781-1845 |                    | maire, vanaf 1813 schout; was adjoint agent municipal (mogelijk zoon van zijn voorganger)                                               |
| 1817 - 1825                         | Arij Overdulve                    | 1760-1834 |                    | schout |
| 1825 - 1836                         | Jacobus Johannes de Jonge Lughten | 1791-1836 |                    | tevens gemeentesecretaris/ontvanger van Zuiddorpe en notaris                                                                            |
| 1837 - 1851                         | Abraham Dees                      | 1777-1851 |                    | broer van Ferdinandus Dees |
| 1851 - 15 juni 1861                 | Jan van Vessem                    | 1794-1867 |                    | |
| 1861 - 1886                         | Leendert van Dixhoorn             | 1818-1886 |                    | |
| 1886 - 1895                         | Cornelis de Bokx                  | 1823-1895 |                    | |
| 1 januari 1896 - 1900               | Jacob Barendregt Az.              | 1846-1908 |                    | later burgemeester van Heinkenszand |
| 1900 - 10 januari 1911              | Pieter Jan Wortman                | 1870-1911 |                    | Omgekomen bij een jachtongeluk. Na zijn dood werd een tekort geconstateerd van 30.000 gulden in de door hem beheerde kas van de polder. |
| 1 april 1911 - 13 maart 1935        | Johannes de Feijter               | 1858-1941 |                    | Ridder in de orde van Oranje-Nassau. |
| 15 april 1935 - 14 augustus 1942    | Simon van Hoeve                   | 1884-1952 |                    | Voorafgaand wethouder van Axel. |
| 1943 - 1944?                        | Hermanus Dieleman                 | 1886-1970 | NSB                | |
| 1944? - 1 juni 1949                 | Simon van Hoeve                   | 1884-1952 |                    | |
| 1949 - 1 oktober 1962               | Hendrik Daniël Trimpe             | 1897-1967 | ARP                | Eerder burgemeester van Schore. |
| 16 augustus 1963 - 15 november 1966 | Jan van Wijk                      | 1927-2002 | CHU                | Aansluitend burgemeester van Kamerik en van Zegveld en daarna burgemeester van Vianen.                                                  |
| 16 januari 1967 - 1970              | Jan de Pree                       | 1925-1996 | CHU                | Eerder waarnemend burgemeester van Zoutelande, werd burgemeester van Wilnis                                                             |